# Ascomorpha ecaudis
Ascomorpha ecaudis is een soort in de taxonomische indeling van de raderdieren (Rotifera). 
Het dier behoort tot het geslacht Ascomorpha en behoort tot de familie Gastropodidae. De wetenschappelijke naam van de soort werd voor het eerst geldig gepubliceerd in 1850 door Perty.